# Pteris treubii
Pteris treubii är en kantbräkenväxtart som beskrevs av Cornelis Rugier Willem Karel van Alderwerelt van Rosenburgh. Pteris treubii ingår i släktet Pteris och familjen Pteridaceae. Inga underarter finns listade.